# アイスド・アース
アイスド・アース（Iced Earth）は、アメリカ合衆国出身のヘヴィメタル・バンド。
HR/HM系の様々なジャンルにカテゴライズされることが多く、多岐にわたる音楽性を内包しているのが特徴。母国よりも欧州での支持が高く、長年、ドイツのレーベルと契約している。

## 略歴
1985年、プルガトリー（Purgatory）というバンドで活動していたジョン・シェイファー（ギター）らがフロリダ州を拠点とし、新たに現行の名で活動を始める。はじめの2枚のアルバムを発表したあと、1992年から1995年の間に活動を休止していたこともある。メンバー・チェンジが激しく、創設メンバーで残っているのはシェイファーのみとなっている。1991年にリリースされたセカンド・アルバムの『ナイト・オブ・ザ・ストームライダー』は日本国内でも高い評価を受けた。1995年、アルバム『バーント・オファリングス』でボーカルがマット・バーロウに代わり、アニメーション『スポーン』に材をとったアルバム『ダーク・サーガ』や、ストレートなホラー世界を描いた『ホラー・ショー』などをリリースするが、大きな成功には結びつかなかった。2004年にボーカルがティム・"リッパー"・オーウェンズ に代わり、アメリカ南北戦争をテーマにしたアルバム『ザ・グロリアス・バーデン』をリリース。高い評価を得る。新たなシンガーとしてステュー・ブロックを迎えて制作された2011年のアルバム『ディストピア』は、より洗練されたアイスド・アースの真骨頂が垣間見える秀作となった。
2000年代からは、ほぼ3年おきにスタジオ・アルバムを発表している。最新アルバムは2017年リリースの『インコラプティブル』。

### 2021年：ジョン・シェイファーの議会議事堂襲撃とその余波
ジョン・シェイファーは2021年1月6日のアメリカ連邦議会議事堂襲撃に参加した。その様子をAFPのロベルト・シュミットが撮影、ワシントンD.C.警察とFBIはこの写真を基に情報提供を呼びかけた。これ受け、アイスド・アースの他のメンバーは連名でシェイファーの行為を非難する声明を出した。その後、1月18日、FBIはシェイファーの逮捕を発表。FBIインディアナポリス地方局の声明によると、シェイファーは議事堂内での暴力行為など6つの容疑がかけられており、また警察犬に対して熊撃退用のスプレーを散布した暴徒の中にいたとも伝えられている。
これを受け、アイスド・アースおよび、シェイファーが関わる別のバンド、デーモンズ・アンド・ウィザーズの所属レーベルである センチュリー・メディア・レコードは、これら2組をホームページから削除した。
同年2月15日、ステュー・ブロックとルーク・アップルトンはそれぞれのSNSアカウントを通じてバンドからの脱退を表明した。また、ジェイク・ドレイヤーも脱退を表明し、自身のバンドであるウィザーフォール（Witherfall）での活動に専念すると宣言した。

## 音楽的特徴と歌詞
アイスド・アースは様々なジャンル名にカテゴライズされることが多い。バンドの音楽性に関して聞かれて、ジョン・シェイファーは「アイスド・アースはメタルバンド。これが俺たちさ。ある時はピンク・フロイドのような音楽性からスレイヤーのような音楽性にまで変わるダイナミックさを持っているし、その間にあるような音楽性の全てをも持ち合わせているんだよ」と話している。
歌詞で扱われている主なテーマは宗教、歴史、ファンタジー、文学、そして映画である。コンセプト・アルバムもたくさん出している。『ナイト・オブ・ザ・ストームライダー』がその一作目。二作目は『ダーク・サーガ』で、トッド・マクファーレンの漫画に出てくるスポーンを題材にしている。『サムシング・ウィキッド・ジス・ウェイ・カムス』は『フレイミング・アルマゲドン～サムシング・ウィキッド・パート1』『ザ・クルーシブル・オヴ・マン～サムシング・ウィキッド・パート2』へと拡張された「サムシング・ウィキッド・サーガ」のイントロと呼べる作品となっている。

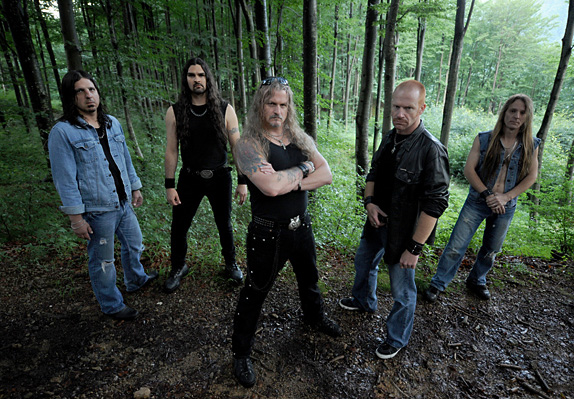
2008年のグループショット
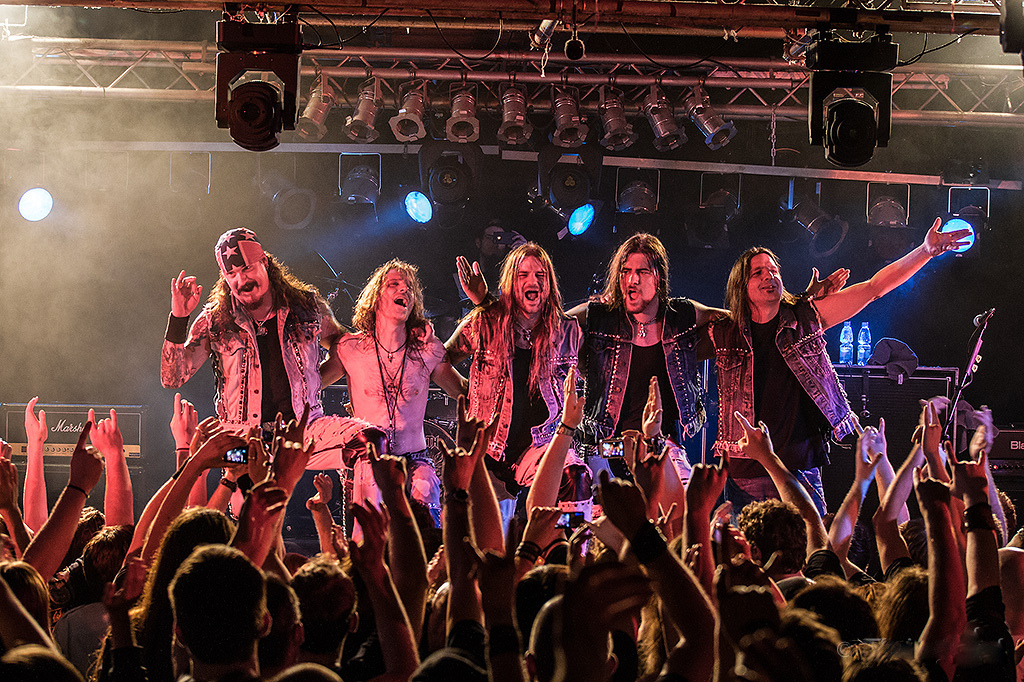
2012年のグループショット

## メンバー

### 現ラインナップ
- ジョン・シェイファー (Jon Schaffer) - リズムギター/キーボード (1985年- )
- ブレント・スメッドリー (Brent Smedley) - ドラムス (1996年-1997年、1998年-1999年、2006年-2013年、2015年- )

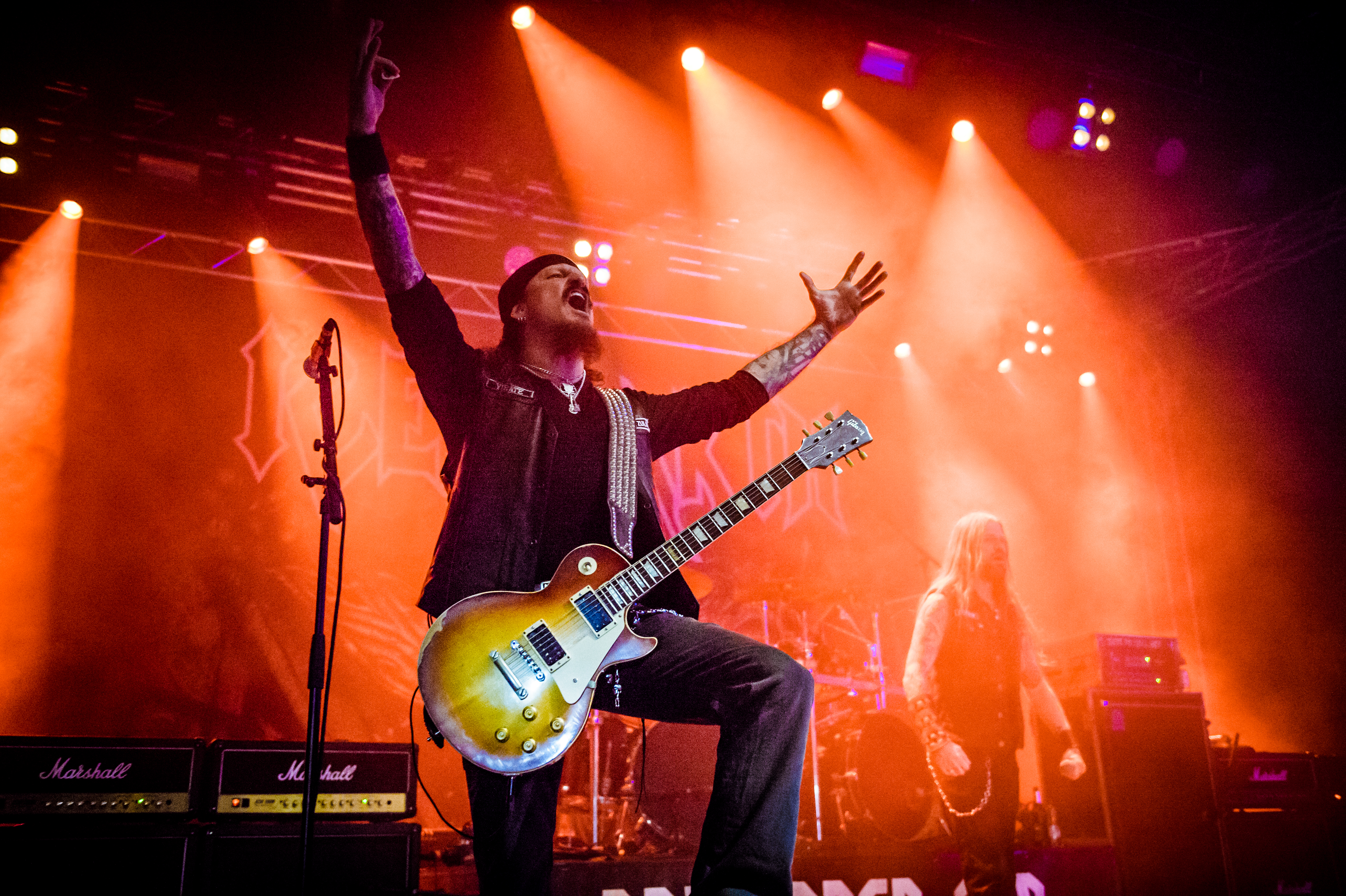
ジョン・シェイファー(G) 2017年
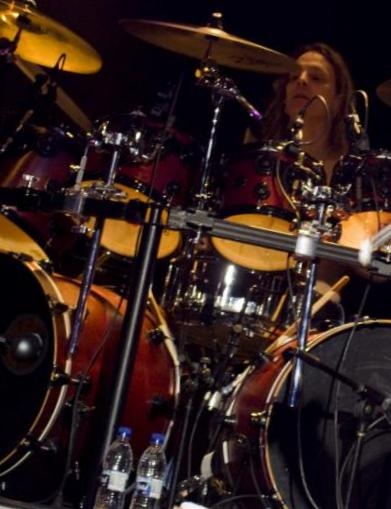
ブレント・スメッドリー(Ds) 2010年

### 旧メンバー
- ジーン・アダム (Gene Adam) - ボーカル (1985年-1991年)
- ジョン・グリーリー (John Greely) - ボーカル (1991年-1992年)
- マット・バーロウ (Matt Barlow) - ボーカル (1994年-2003年, 2007年-2011年)
- ティム・"リッパー"・オーウェンズ (Tim "Ripper" Owens) - ボーカル (2003年-2007年)
- ステュー・ブロック (Stu Block) - ボーカル (2011年-2021年)
- ビル・オーウェン (Bill Owen) - リードギター (1985年-1987年)
- ランドール・ショウバー (Randall Shawver) - リードギター (1988年-1998年)
- ラリー・ターナウスキー (Larry Tarnowski) - リードギター (1998年-2003年)
- ラルフ・サントーラ (Ralph Santolla) - リードギター (2003年-2004年)
- アーニー・カーレッティ (Ernie Carletti) - リードギター (2006年)
- ティム・ミルズ (Tim Mills) - リードギター (2006年-2007年)
- トロイ・シール (Troy Seele) - リードギター (2007年-2016年)
- ジェイク・ドレイヤー (Jake Dreyer) - リードギター (2016年-2021年)
- リチャード・ベイトマン (Richard Bateman) - ベース (1985年-1986年)
- デイヴ・アベル (Dave Abell) - ベース (1987年-1996年)
- ジェームス・マクドノー (James MacDonough) - ベース (1996年-2000年、2001年-2004年)
- スティーヴ・ディジョルジオ (Steve DiGiorgio) - ベース (2000年-2001年)
- ジェイムス・"ボー"・ウォレス (James "Bo" Wallace) - ベース (2006年-2007年)
- デニス・ヘイズ (Dennis Hayes) - ベース (2007年-2008年)
- フレディー・ビデールズ (Freddie Vidales) - ベース (2008年-2012年)
- ルーク・アップルトン (Luke Appleton) - ベース (2012年-2021年)
- グレッグ・セイモア (Greg Seymour) - ドラムス (1985年-1989年)
- マイク・マッギル (Mike McGill) - ドラムス (1989年-1991年)
- リック・セッキアーリ (Rick Secchiari) - ドラムス (1991年-1992年)
- ロドニー・ビーズリー (Rodney Beasley) - ドラムス (1992年-1995年)
- マーク・プレイター (Mark Prator) - ドラムス (1995年-1996年、1997年-1998年)
- リチャード・クリスティー (Richard Christy) - ドラムス (2000年-2004年)
- ボビー・ジャーゾンベック (Bobby Jarzombek) - ドラムス (2004年-2006年)
- ラファエル・サイニ (Raphael Saini) - ドラムス (2013年)
- ジョン・デッテ (Jon Dette) - ドラムス (2013年-2015年)

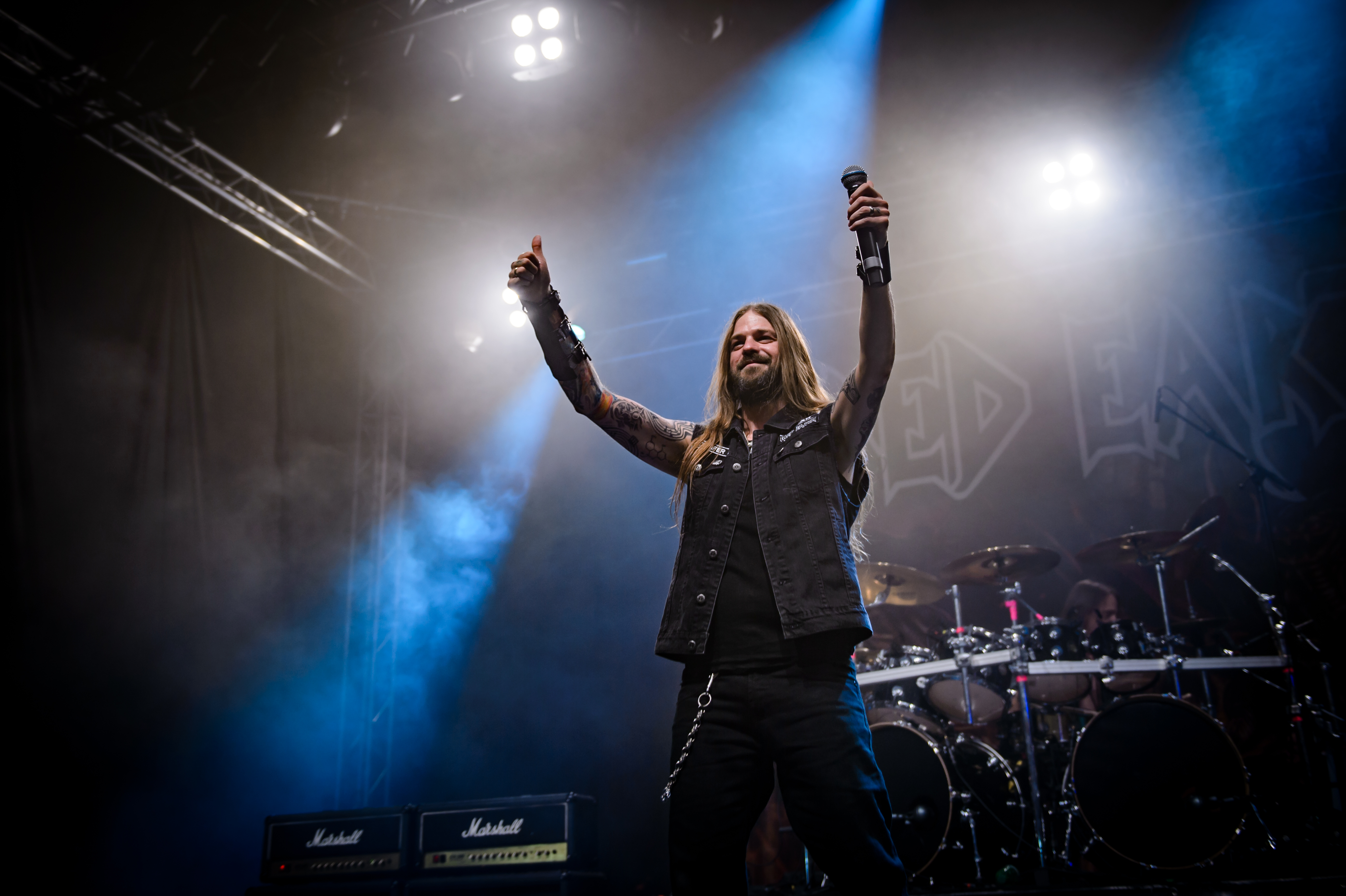
ステュー・ブロック(Vo) 2017年
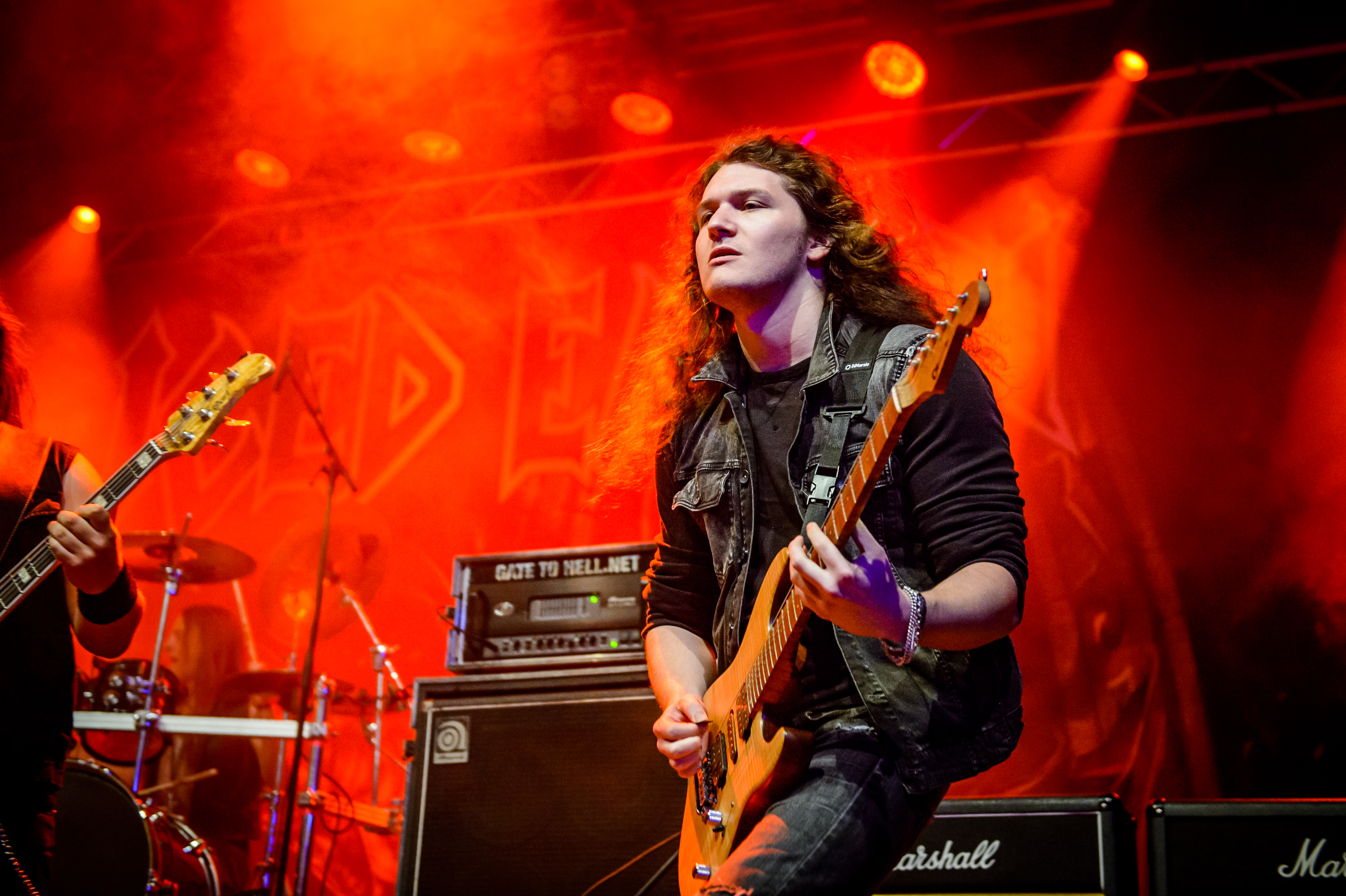
ジェイク・ドレイヤー(G) 2017年
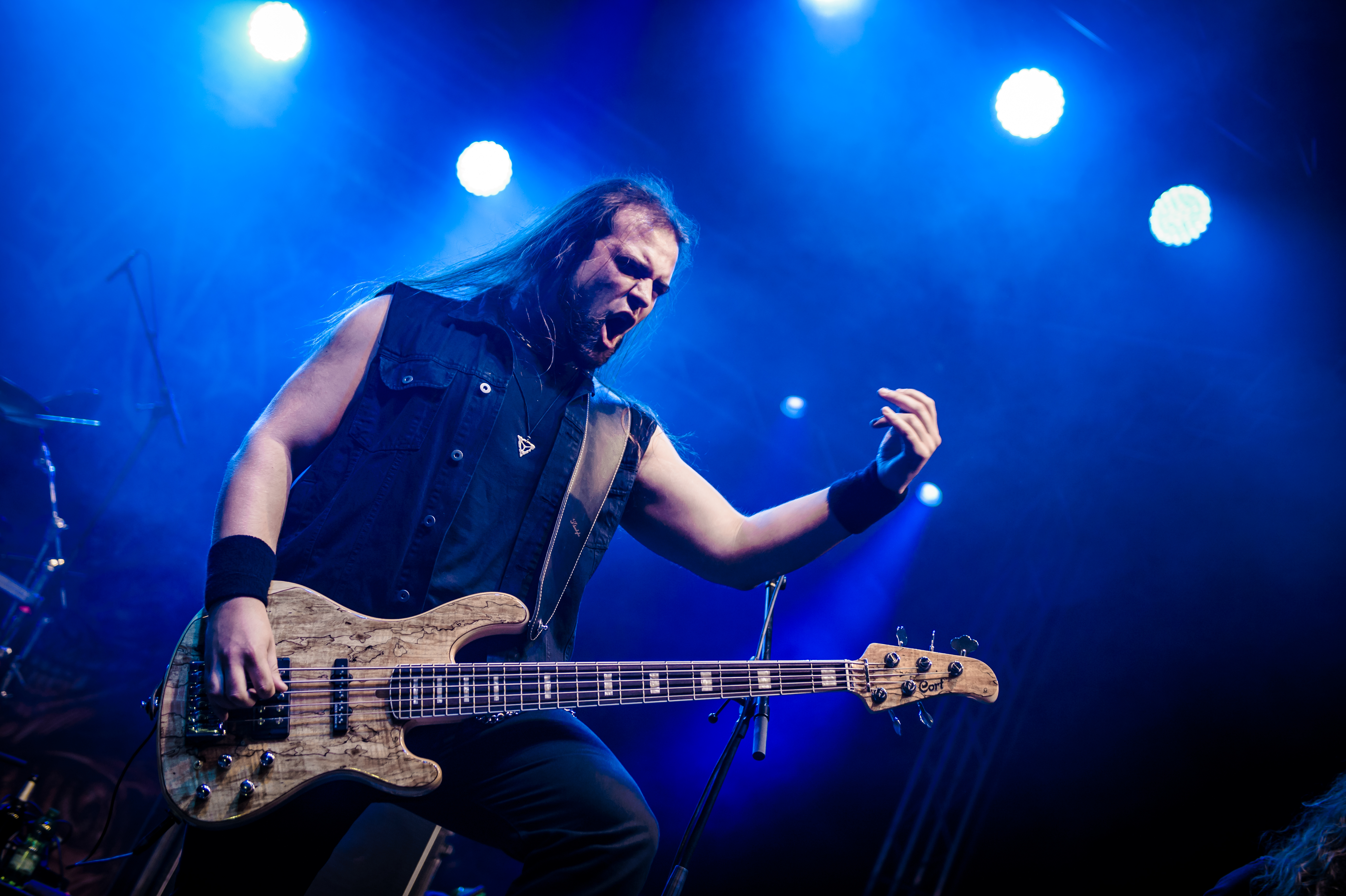
ルーク・アップルトン(B) 2017年

## ディスコグラフィ

### スタジオ・アルバム
- 『ファースト』 - Iced Earth (1990年)
- 『ナイト・オブ・ザ・ストームライダー』 - Night of the Stormrider (1991年)
- 『バーント・オファリングス』 - Burnt Offerings (1995年)
- 『ダーク・サーガ』 - The Dark Saga (1996年)
- 『サムシング・ウィキッド・ジス・ウェイ・カムス』 - Something Wicked This Way Comes (1998年)
- 『ホラー・ショー』 - Horror Show (2001年)
- Tribute to the Gods (2002年) ※カバー・アルバム
- 『ザ・グロリアス・バーデン』 - The Glorious Burden (2004年)
- 『フレイミング・アルマゲドン～サムシング・ウィキッド・パート1』 - Framing Armageddon: Something Wicked Part 1 (2007年)
- 『ザ・クルーシブル・オヴ・マン～サムシング・ウィキッド・パート2』 - The Crucible of Man: Something Wicked Part 2 (2008年)
- 『ディストピア』 - Dystopia (2011年)
- 『プレイグス・オヴ・バビロン』 - Plagues of Babylon (2014年)
- 『インコラプティブル』 - Incorruptible (2017年)

### ライブ・アルバム
- 『アライヴ・イン・アテネ』 - Alive in Athens (1999年)
- Live in Ancient Kourion (2013年)
- Bang Your Head (2022年)

### コンピレーション・アルバム
- 『デイズ・オブ・パーガトリィ』 - Days of Purgatory (1997年)
- The Blessed and the Damned (2004年)
- Enter the Realm of the Gods (2008年)
- A Narrative Soundscape (2022年)